# Joseph Black
Joseph Black (født 16. april 1728 i Bordeaux, død 6. december 1799 i Edinburgh) var en skotsk fysik og kemi forsker. Han fandt ud at at bruge magnesium til kraftige røgbomber, der blev brugt under 2. verdenskrig. Kemi bygningerne, ved University of Edinburgh og University of Glasgow er begge opkaldt efter ham.